# Berto Messias

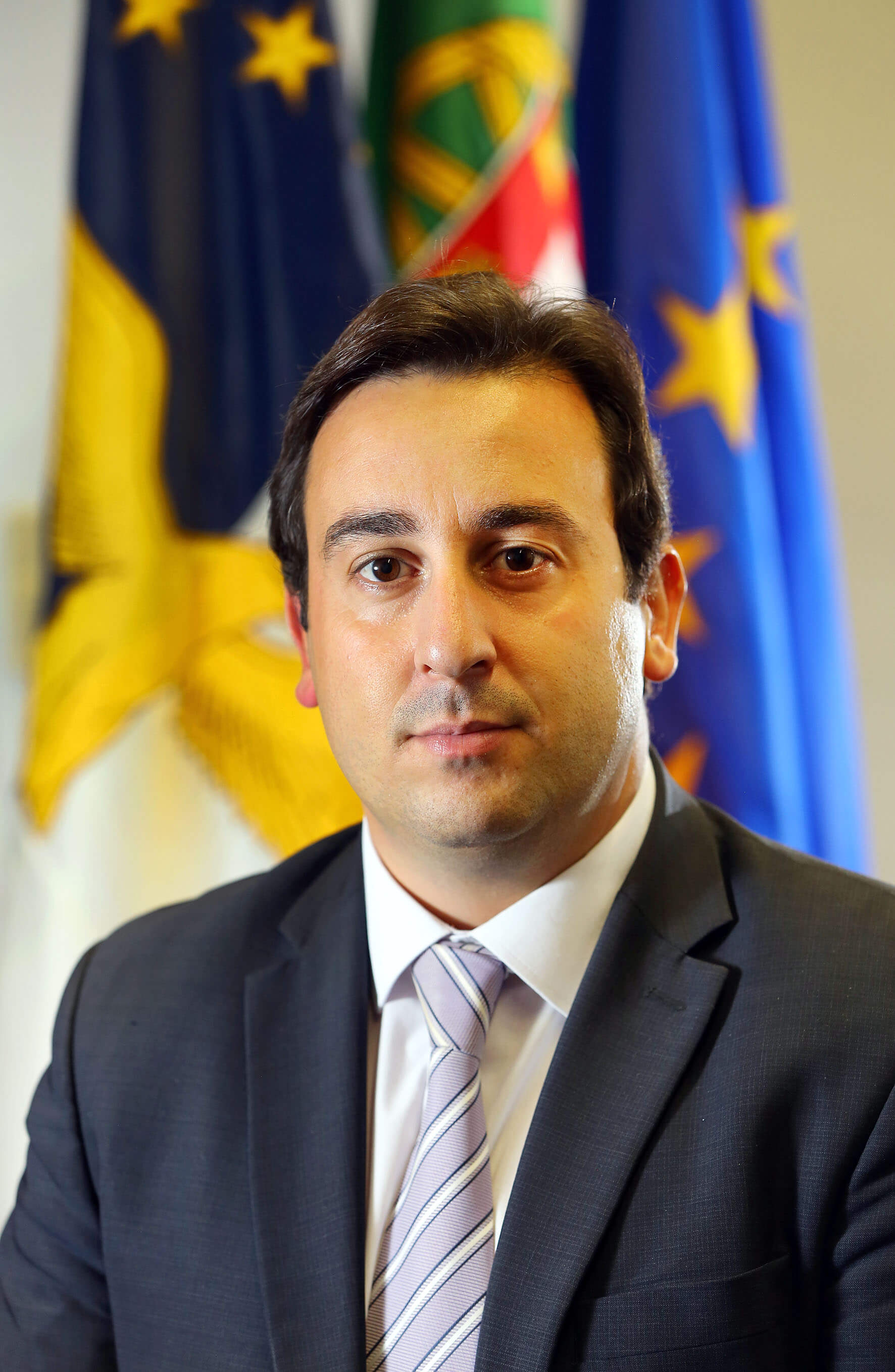
Berto Messias em 2016

Berto José Branco Messias (Praia da Vitória, 1 de Junho de 1982) é um político açoriano.
É dirigente do Partido Socialista e deputado na Assembleia Legislativa dos Açores.

## Educação
Fez toda a sua educação obrigatória na Praia da Vitória, fazendo a Escola Primária na antiga Escola Primária Vitorino Nemésio. Fez o 5º e 6º ano na Escola Francisco Ornelas da Câmara. Do 7º ao 12º ano esteve na Escola Básica e Secundária Vitorino Nemésio. No ano 2000 entrou para o Ensino Superior para a Licenciatura em Relações Internacionais na Faculdade de Economia da Universidade de Coimbra.

## Funções Governativas - Governo dos Açores
- Foi membro do XII Governo Regional dos Açores, presidido por Vasco Cordeiro, sendo Secretário Regional Adjunto da Presidência e dos Assuntos Parlamentares, tendo a seu cargo as funções governativas enquanto Secretário Regional adjunto da Presidência do Governo, os Assuntos Parlamentares sendo responsável pelas relações institucionais entre o Governo e a Assembleia Legislativa dos Açores, as políticas públicas de apoio à Juventude, as políticas públicas de apoio à Comunicação Social, a Comunicação Institucional do Governo dos Açores, Porta-Voz do Governo, Jornal Oficial da Região e Legística.

## Percurso político
- 2005 a 2008 - Chefe de Gabinete do Presidente da Câmara Municipal da Praia da Vitória;

- 2008 - Eleito pela primeira vez deputado na Assembleia Legislativa da Região Autónoma dos Açores. Entre 2008 e 2010 foi Vice-Presidente da bancada parlamentar do PS Açores. Integrou a Comissão Parlamentar de Assuntos Sociais, a Comissão Permanente da Assembleia Legislativa dos Açores, a Comissão Parlamentar de Inquérito à ruptura no abastecimento de água na Ilha Terceira, onde foi relator, a Comissão Parlamentar de Inquérito ao processo de construção dos navios Atlântida e Anticiclone e a Comissão Eventual para o Estudo e Elaboração das Propostas Legislativas Necessárias ao Desenvolvimento e Operacionalização da Terceira Revisão do Estatuto Político-Administrativo da Região Autónoma dos Açores.

- 2010 - Eleito Presidente do Grupo Parlamentar do Partido Socialista Açores, cargo que desempenhou até Novembro de 2016;

- 2016 a 2020 - Membro do Governo dos Açores com a pasta de Secretário Regional Adjunto da Presidência e dos Assuntos Parlamentares no Governo presidido por Vasco Cordeiro;[1]

- 2020 a 2024 - Deputado na Assembleia Legislativa da Região Autónoma dos Açores eleito pelo circulo eleitoral da Ilha Terceira onde foi coordenador do Partido Socialista na Comissão Parlamentar de Politica Geral. Integrou também a Comissão Eventual para o Aprofundamento da Autonomia. Integrou ainda três Comissões de Inquérito que funcionaram durante essa legislatura. A Comissão Parlamentar de Inquérito às Agendas Mobilizadoras; a Comissão Parlamentar de Inquérito à Concessão de Avales às Empresas Privadas e a Comissão Parlamentar de Inquérito à Gestão do Grupo SATA da qual foi Presidente;

- 2024 - Eleito deputado para a Assembleia Legislativa da Região Autónoma dos Açores pelo circulo eleitoral da Ilha Terceira, onde integra a Comissão Permanente da Assembleia Legislativa dos Açores e a Comissão Parlamentar de Assuntos Parlamentares, Ambiente e Desenvolvimento Sustentável . Nesta legislatura integrou também a Comissão Parlamentar de Inquérito ao Incêndio do Hospital do Divino Espirito Santo, da qual foi Presidente. [2]

## Funções autárquicas
- Foi Chefe de Gabinete do Presidente da Câmara Municipal da Praia da Vitória entre 2005 e 2008;

- Foi eleito deputado municipal na Assembleia Municipal da Praia da Vitória em 2009 e em 2013, onde foi coordenador da Bancada Municipal do Partido Socialista e Presidente da Comissão Permanente da Assembleia Municipal.

- Foi eleito Vereador em 2021. Nessas eleições autárquicas o candidato designado pelo Partido Socialista para a Câmara Municipal da Praia da Vitória desistiu da sua candidatura a dois meses da data das eleições, devido a divergências com os vereadores. Tendo em conta esse facto Berto Messias foi designado candidato à Câmara Municipal da Praia da Vitória, tendo como adversários a coligação PSD-CDS-PPM e um movimento de independentes Esta é a Nossa Praia criado pelos vereadores dissidentes do Partido Socialista. A Coligação PSD-CDS-PPM venceu as eleições com 43,9%, o Partido Socialista teve 40,9% e o movimento de dissidentes do PS teve 9,4%.

## Cargos partidários
- 2007 a 2013 - Presidente da Juventude Socialista Açores;

- 2010 a 2012 - Presidente da Comissão Nacional da Juventude Socialista portuguesa;

- 2010 a 2016 e de 2023 até à atualidade - Membro da Comissão Politica Nacional do Partido Socialista;

- 2007 até à atualidade - Membro do Secretariado Regional do Partido Socialista Açores.

- 2021 a 2024 - Vice-Presidente do Partido Socialista Açores;

- 2022 a 2024 - Coordenador da Concelhia do Partido Socialista da Praia da Vitória;

## Actividade cívica
- Presidente do Núcleo de Estudantes de Relações Internacionais da Faculdade de Economia da Universidade de Coimbra;

- Membro do Conselho Pedagógico da Faculdade de Economia da Universidade de Coimbra;

- Vice-Presidente para a Política Educativa da Direcção Geral da Associação Académica de Coimbra;

- Membro do Senado da Universidade de Coimbra;
- Membro do Coral Quecofónico do Cifrão - Tuna da Faculdade de Economia da Universidade de Coimbra;

- Representante dos Estudantes das Associações Académicas de Portugal no Conselho de Avaliação da Fundação das Universidades Portuguesas;
- Elemento fundador da Tuna dos Amigos do Porto Martins;
- Elemento fundador do Grupo Folclórico do Porto Martins;

- Fundador do Grupo de Forcados Amadores do Ramo Grande - Praia da Vitória;

- Vice-Presidente da Direcção do Sport Clube Praiense;

- Presidente da Assembleia Geral do Sport Clube Praiense;

- Presidente da Comissão Organizadora das Festas da Praia da Vitória;

- Responsável pela organização dos eventos tauromáquicos das Festas da Praia da Vitória de 2006 a 2012;

- Sócio de várias instituições e colectividades da Ilha Terceira;

- Colaborador da imprensa local através de artigos de opinião; [3]